# La Ferté-Milon
La Ferté-Milon és un municipi francès situat al departament de l'Aisne i a la regió dels Alts de França. L'any 2007 tenia 2.300 habitants.

## Demografia

### Població
El 2007 la població de fet de La Ferté-Milon era de 2.300 persones. Hi havia 883 famílies de les quals 233 eren unipersonals (94 homes vivint sols i 139 dones vivint soles), 273 parelles sense fills, 300 parelles amb fills i 77 famílies monoparentals amb fills.
La població ha evolucionat segons el següent gràfic:
Habitants censats

### Habitatges
El 2007 hi havia 1.025 habitatges, 896 eren l'habitatge principal de la família, 54 eren segones residències i 76 estaven desocupats. 737 eren cases i 286 eren apartaments. Dels 896 habitatges principals, 564 estaven ocupats pels seus propietaris, 305 estaven llogats i ocupats pels llogaters i 26 estaven cedits a títol gratuït; 14 tenien una cambra, 85 en tenien dues, 193 en tenien tres, 229 en tenien quatre i 375 en tenien cinc o més. 497 habitatges disposaven pel capbaix d'una plaça de pàrquing. A 438 habitatges hi havia un automòbil i a 314 n'hi havia dos o més.

### Piràmide de població
La piràmide de població per edats i sexe el 2009 era:
| Homes | Edats   | Dones |
| ----- | ------- | ----- |
| 8     | 95 o +  | 4     |
| 0     | 90 a 94 | 8     |
| 0     | 85 a 89 | 40    |
| 12    | 80 a 84 | 16    |
| 24    | 75 a 79 | 24    |
| 36    | 70 a 74 | 48    |
| 52    | 65 a 69 | 64    |
| 40    | 60 a 64 | 36    |
| 32    | 55 a 59 | 48    |
| 76    | 50 a 54 | 104   |
| 104   | 45 a 49 | 60    |
| 48    | 40 a 44 | 88    |
| 68    | 35 a 39 | 92    |
| 88    | 30 a 34 | 76    |
| 60    | 25 a 29 | 68    |
| 28    | 20 a 24 | 64    |
| 96    | 15 a 19 | 68    |
| 72    | 10 a 14 | 68    |
| 56    | 5 a 9   | 128   |
| 48    | 0 a 4   | 68    |

## Economia
El 2007 la població en edat de treballar era de 1.501 persones, 1.059 eren actives i 442 eren inactives. De les 1.059 persones actives 937 estaven ocupades (523 homes i 414 dones) i 122 estaven aturades (57 homes i 65 dones). De les 442 persones inactives 116 estaven jubilades, 154 estaven estudiant i 172 estaven classificades com a «altres inactius».

### Ingressos
El 2009 a La Ferté-Milon hi havia 896 unitats fiscals que integraven 2.209 persones, la mediana anual d'ingressos fiscals per persona era de 17.831 €.

### Activitats econòmiques
Dels 95 establiments que hi havia el 2007, 1 era d'una empresa extractiva, 3 d'empreses alimentàries, 7 d'empreses de fabricació d'altres productes industrials, 9 d'empreses de construcció, 15 d'empreses de comerç i reparació d'automòbils, 3 d'empreses de transport, 8 d'empreses d'hostatgeria i restauració, 2 d'empreses d'informació i comunicació, 6 d'empreses financeres, 3 d'empreses immobiliàries, 13 d'empreses de serveis, 15 d'entitats de l'administració pública i 10 d'empreses classificades com a «altres activitats de serveis».
Dels 22 establiments de servei als particulars que hi havia el 2009, 1 era una gendarmeria, 1 oficina de correu, 1 una oficina bancària, 1 funerària, 3 tallers de reparació d'automòbils i de material agrícola, 1 paleta, 4 lampisteries, 1 electricista, 2 perruqueries, 4 restaurants, 1 agència immobiliària i 2 salons de bellesa.
Dels 8 establiments comercials que hi havia el 2009, 1 era un hipermercat, 1 una botiga de més de 120 m², 2 fleques, 1 una fleca, 1 una botiga d'electrodomèstics, 1 una botiga de material de revestiment de parets i terra i 1 una joieria.
L'any 2000 a La Ferté-Milon hi havia 5 explotacions agrícoles.

## Equipaments sanitaris i escolars
L'únic equipament sanitari que hi havia el 2009 era una farmàcia.
El 2009 hi havia 1 escola maternal i 1 escola elemental. La Ferté-Milon disposava d'un liceu tecnològic amb 264 alumnes.

## Poblacions més properes
El següent diagrama mostra les poblacions més properes.